# جيمي سيمز
جيمي سيمز (بالإنجليزية: Jimmy Sims)‏ هو لاعب كرة قدم أمريكية أمريكي، ولد في 28 ديسمبر 1953 في غالفستون في الولايات المتحدة.